# 다울라기리산
다울라기리산(영어: Mount Dhaulagiri, 8,167m)은 네팔 북중앙에 위치한, 세계 제7위의 봉우리다. 산스크리트어로 ‘하얀 산’이라는 뜻을 가지고 있다.
1808년 서구에 다울라기리산이 처음으로 알려졌을 당시에는 세계에서 가장 높은 산으로 여겨졌는데, 이는 칸첸중가산이 알려지기 전까지 30년 동안 이어졌다.
1960년 5월 13일 스위스와 오스트리아의 연합등반대가 처음으로 등반에 성공하였다.

## 다울라기리 히말라야의 다른 봉우리
| 높이 순위↑ | 산 이름          | 높이 (m) | 좌표                                                              | 상대 높이(m) | 첫 등정 |
| ---------- | ---------------- | -------- | ----------------------------------------------------------------- | ------------ | ------- |
| 7          | 다울라기리 1봉   | 8,167    | 북위 28° 41′ 45″ 동경 83° 29′ 36″ / 북위 28.69583° 동경 83.49333° | 3,357        | 1960    |
| 30         | 다울라기리 2봉   | 7,751    | 북위 28° 45′ 46″ 동경 83° 23′ 14″ / 북위 28.76278° 동경 83.38722° | 2,396        | 1971    |
|            | 다울라기리 3봉   | 7,715    | 북위 28° 45′ 16″ 동경 83° 22′ 46″ / 북위 28.75444° 동경 83.37944° | 135          | 1973    |
|            | 다울라기리 4봉   | 7,661    | 북위 28° 44′ 10″ 동경 83° 18′ 55″ / 북위 28.73611° 동경 83.31528° | 469          | 1969    |
|            | 다울라기리 5봉   | 7,618    | 북위 28° 44′ 04″ 동경 83° 21′ 56″ / 북위 28.73444° 동경 83.36556° | 340          | 1975    |
| 72         | 추렌 히말 (주봉) | 7,385    | 북위 28° 44′ 06″ 동경 83° 12′ 58″ / 북위 28.73500° 동경 83.21611° | 600          | 불명↕   |
|            | 추렌 히말 (동봉) | 7,371    | 북위 28° 44′ 33″ 동경 83° 13′ 51″ / 북위 28.74250° 동경 83.23083° | 150          | 1970    |
|            | 추렌 히말 (서봉) | 7,371    | 북위 28° 43′ 55″ 동경 83° 12′ 45″ / 북위 28.73194° 동경 83.21250° | 70           | 1970    |
|            | 다울라기리 6봉   | 7,268    | 북위 28° 42′ 30″ 동경 83° 16′ 32″ / 북위 28.70833° 동경 83.27556° | 485          | 1970    |
| 95         | 푸타 히운출리    | 7,246    | 북위 28° 44′ 50″ 동경 83° 08′ 55″ / 북위 28.74722° 동경 83.14861° | 1,151        | 1954    |
|            | 구르자 히말      | 7,193    | 북위 28° 40′ 26″ 동경 83° 16′ 37″ / 북위 28.67389° 동경 83.27694° | 500          | 1969    |

↑ 높이 7,200m, 상대 높이 500m 이상인 산이 기준이다.
↕ 추렌 히말의 세 봉우리는 확실치 않다. 자료에 따라 그 높이는 서로 다르다.

## 사진

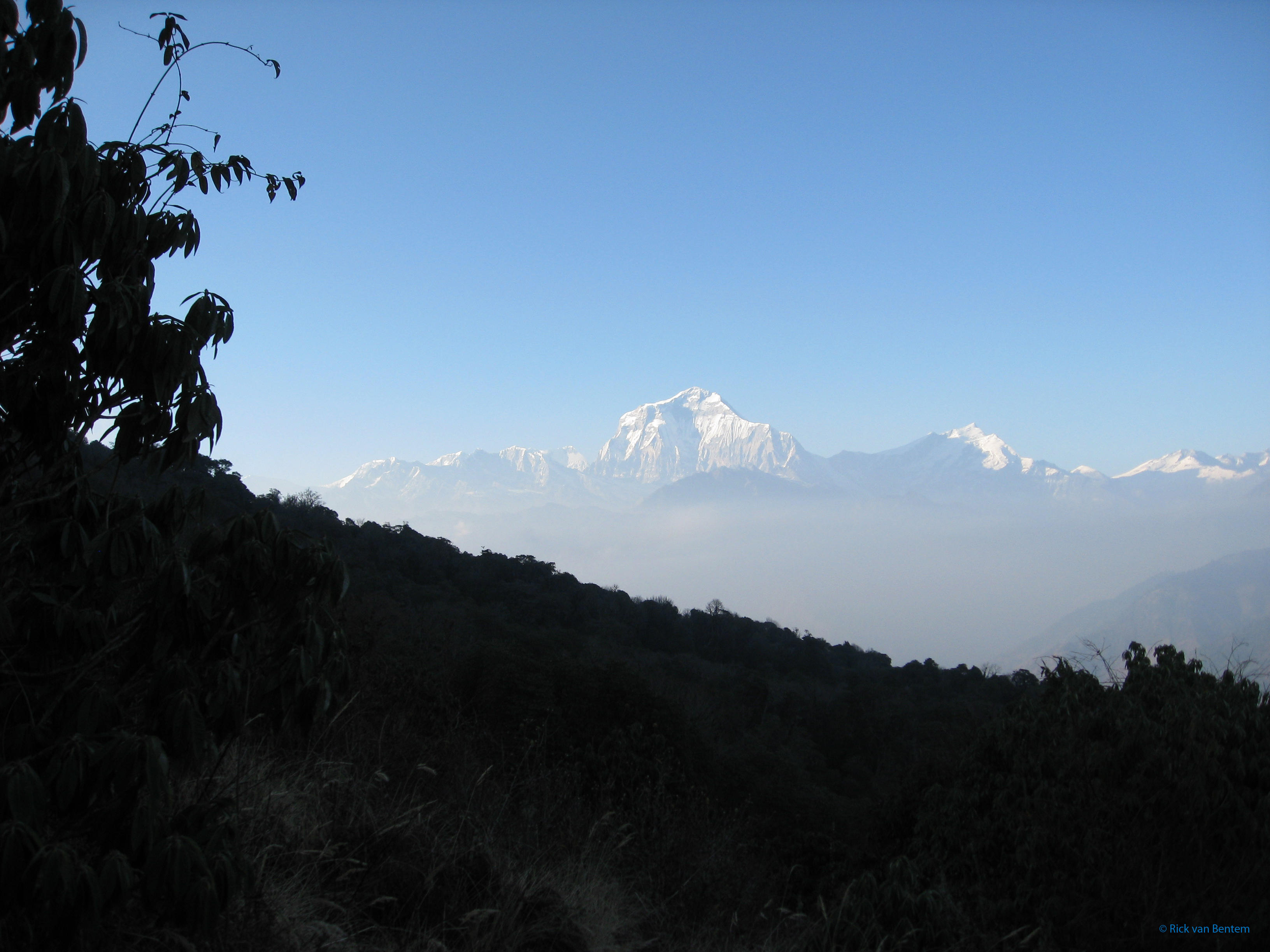
다울라기리산의 낮
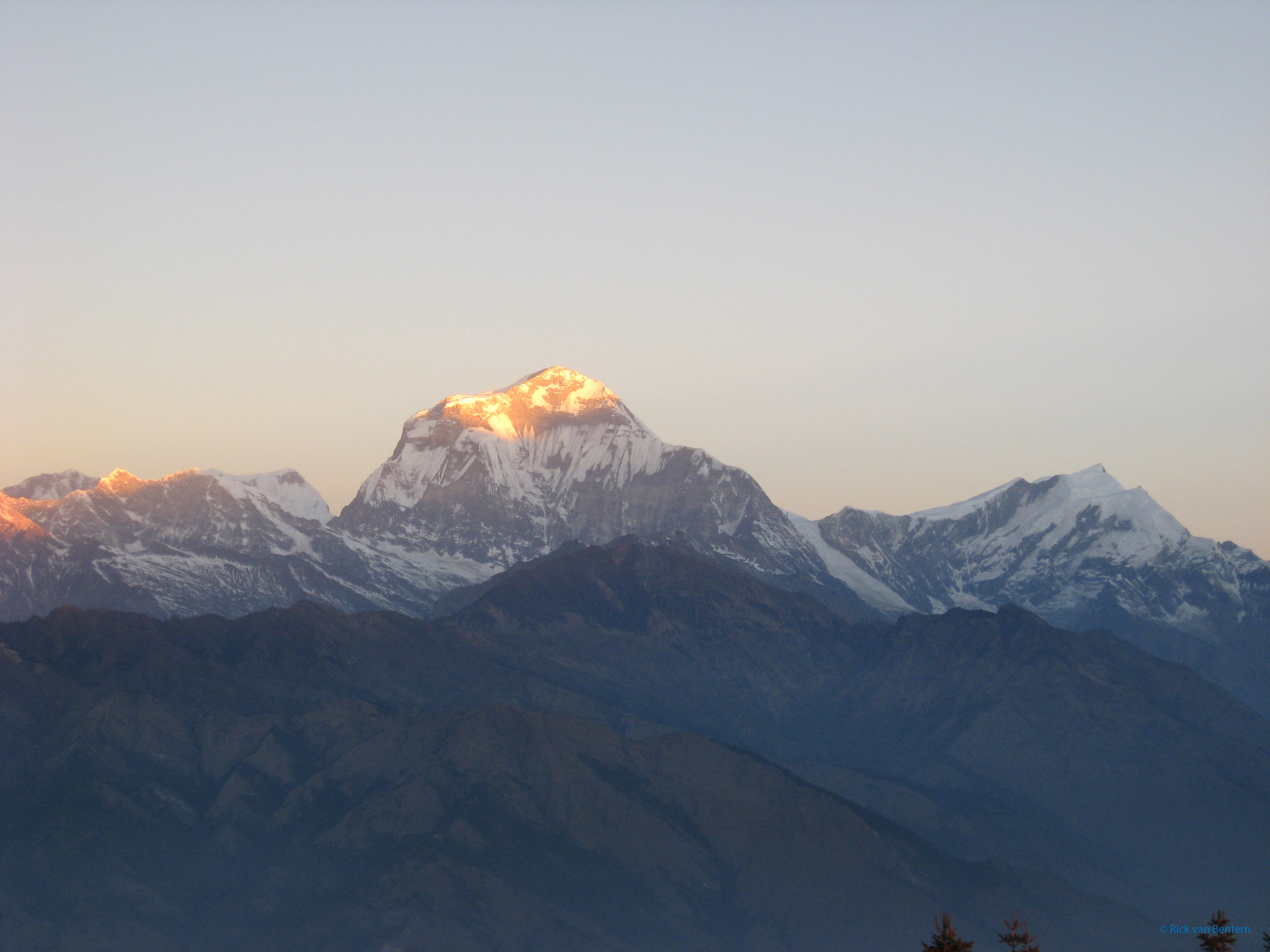
다울라기리산의 일출
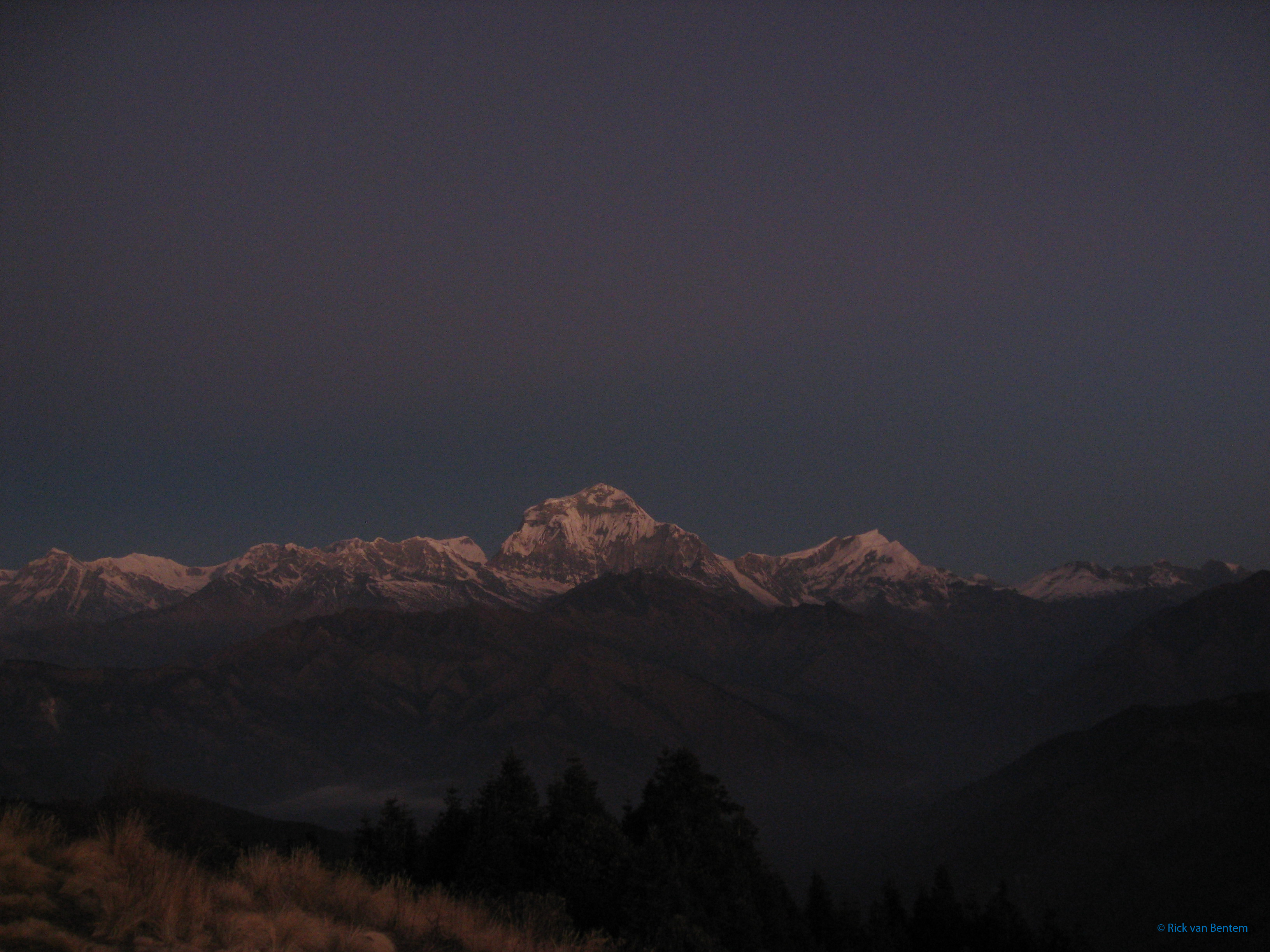
다울라기리산의 일몰 바로 전